# Congrogadus subducens
Congrogadus subducens là một loài cá đạm bì tương đối lớn được tìm thấy ở vùng ven biển Tây Thái Bình Dương, bao gồm rạn san hô, đá, thảm cỏ biển, bãi triều và môi trường sống nước lợ. Mặc dù có tên là lươn sói, nó không liên quan đến lươn sói thực sự của Bắc Thái Bình Dương Anguilliformes.
Đây là cá đạm bì lớn nhất, dài tới 45 cm (1 ft 6 in). Màu sắc rất đa dạng (xanh lá cây, nâu, đen hoặc xanh nhạt, thường có đốm hoặc đốm) và có thể thay đổi nó để phù hợp với môi trường xung quanh. Chúng được nuôi làm cá cảnh.